# League City
League City es una ciudad ubicada en el condado de Galveston en el estado estadounidense de Texas. En el Censo de 2010 tenía una población de 83.560 habitantes y una densidad poblacional de 608,78 personas por km².

## Geografía
League City se encuentra ubicada en las coordenadas 29°29′24″N 95°6′33″O / 29.49000, -95.10917. Según la Oficina del Censo de los Estados Unidos, League City tiene una superficie total de 137.26 km², de la cual 132.84 km² corresponden a tierra firme y (3.22%) 4.42 km² es agua.

## Demografía
Según el censo de 2010, había 83.560 personas residiendo en League City. La densidad de población era de 608,78 hab./km². De los 83.560 habitantes, League City estaba compuesto por el 79.47% blancos, el 7.12% eran afroamericanos, el 0.43% eran amerindios, el 5.39% eran asiáticos, el 0.06% eran isleños del Pacífico, el 4.66% eran de otras razas y el 2.87% pertenecían a dos o más razas. Del total de la población el 17.29% eran hispanos o latinos de cualquier raza.

## Educación

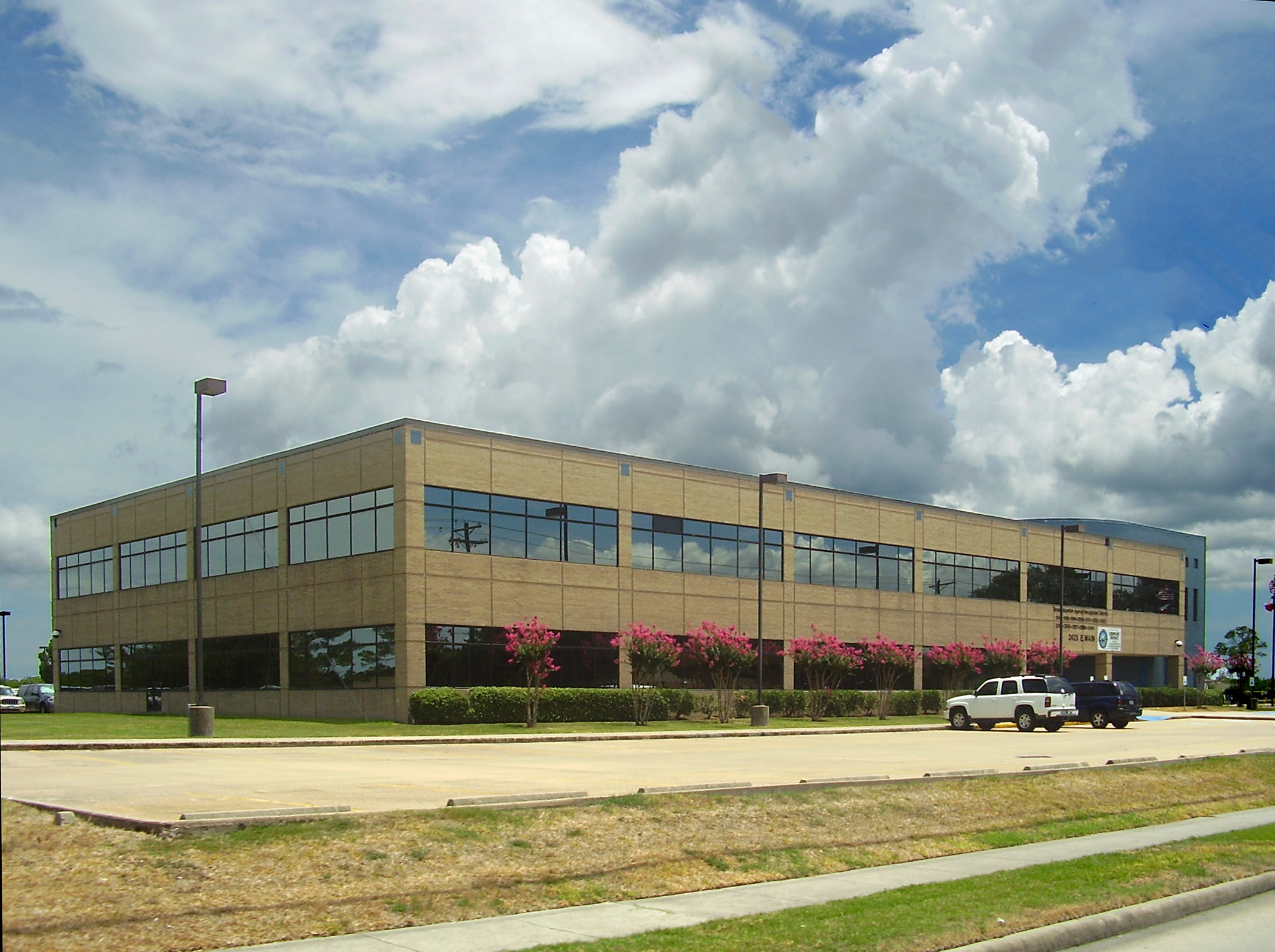
Sede del Distrito Escolar Independiente de Clear Creek

En la mayor parte de la ciudad, el Distrito Escolar Independiente de Clear Creek gestiona escuelas públicas. En una parte de League City, el Distrito Escolar Independiente de Dickinson gestiona escuelas públicas.